# Малый зелёный рогоклюв
Малый зелёный рогоклюв, или зелёная калиптомена (лат. Calyptomena viridis), — вид птиц семейства рогоклювых. Выделяют три подвида.

## Описание
Малый зелёный рогоклюв длиной 20 см. У птицы большая голова с хохолком и короткий хвост. Широкий клюв покрыт у основания перьями. Оперение самца имеет зелёную окраску, три чёрных полоски на крыльях и с каждой стороны шеи маленькое чёрное пятно. У самок оперение менее яркое.

## Распространение
Малый зелёный рогоклюв обитает в Юго-Восточной Азии от Таиланда до Папуа-Новой Гвинеи. Он живёт в тропических и субтропических лесах.

## Питание
В небольших стаях птица ищет свой корм в нижнем пологе леса. Питается преимущественно плодами, напр., инжира.

## Размножение
В грушевидном гнезде из переплетённых растительных волокон, которое висит на нижней ветви, обе родительских птицы высиживают кладку из одного—трёх яиц.